# ネットワークサービスプロバイダ
ネットワークサービスプロバイダー（NSP）は、インターネットサービスプロバイダーに直接インターネットバックボーンアクセスを提供し、通常はそのネットワークアクセスポイント（NAP）にアクセスすることにより、帯域幅またはネットワークアクセスを販売する企業または組織である。通常は広い地理的領域に通信サービスを提供し、ネットワーク機器とネットワークを提供、維持、および管理する組織である。このような理由から、ネットワークサービスプロバイダーは、バックボーンプロバイダーまたはインターネットプロバイダーと呼ばれることもある。
ネットワークサービスプロバイダーは、電気通信会社、データキャリア、ワイヤレス通信プロバイダー、インターネットサービスプロバイダー、および高速インターネットアクセスを提供するケーブルテレビオペレーターで構成される。また、IBM、DXC Technology、Vanco、Atos Originなどの特定の情報技術企業も含まれる。